# Wahlen 2014
◄◄ | ◄ | 2010 | 2011 | 2012 | 2013 | Wahlen 2014 | 2015 | 2016 | 2017 | 2018 | ► | ►►

Weitere Ereignisse
Die hier aufgeführten Wahlen und Referenden fanden im Jahr 2014 statt (oder sollten stattfinden).

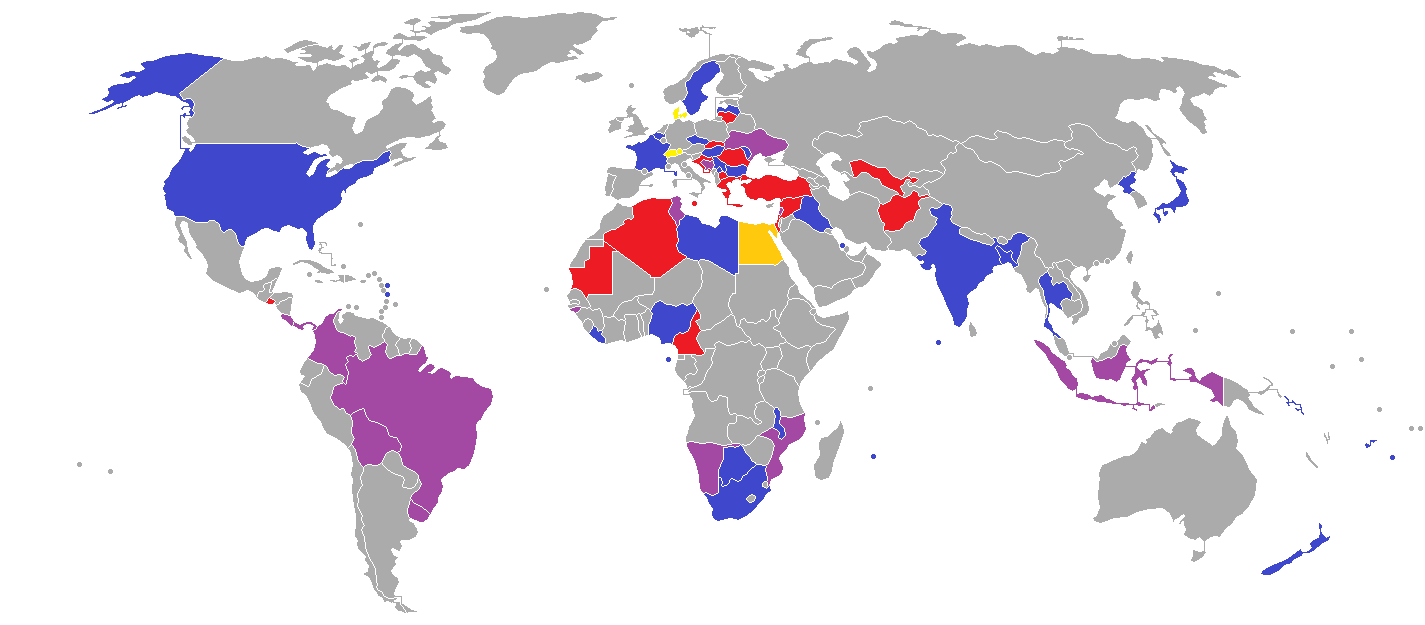
Nationale Wahlen 2014 weltweit

Bei weitem nicht alle aufgeführten Wahlen sind nach international anerkannten demokratischen Standards abgelaufen. Diese Liste kann auch Scheinwahlen in Diktaturen ohne Alternativkandidaten enthalten oder Wahlen, bei denen aufgrund der gegebenen politischen Verhältnisse wahrscheinlich oder klar ist, dass sie durch Wahlbetrug oder ohne fairen, gleichrangigen Zugang der konkurrierenden Kandidaten oder Parteien zu den Massenmedien zustande gekommen sind.

## Termine
| Land                    | Datum              | Wahl 2014 | letzte Wahl                                                               | Bemerkung |
| ----------------------- | ------------------ | --- | ------------------------------------------------------------------------- | --- |
| Bangladesch             | 5. Jan.            | Parlamentswahl in Bangladesch | 2008                                                                      | [ 1 ] [ 2 ] [ 3 ] |
| Ägypten                 | 14.–15. Jan.       | Verfassungsreferendum in Ägypten |                                                                           | [ 4 ] |
| Costa Rica              | 2. Feb.            | Präsidentschaftswahl und Parlamentswahl in Costa Rica | 2010                                                                      | [ 5 ] |
| El Salvador             | 2. Feb.            | Präsidentschaftswahl in El Salvador | 2009                                                                      | [ 6 ] [ 7 ] [ 8 ] [ 9 ] [ 10 ] |
| Moldau                  | 2. Feb.            | Referendum über eine Zollunion mit Russland in Gagausien |                                                                           | [ 11 ] [ 12 ] [ 13 ] [ 14 ] [ 15 ] [ 16 ]                                                                                             |
| Thailand                | 2. Feb.            | Parlamentswahl in Thailand | 2011                                                                      | [ 17 ] [ 18 ] [ 19 ] |
| Italien                 | 16. Feb.           | Regionalwahl in Sardinien | 2009                                                                      | |
| Libyen                  | 20. Feb.           | Wahl zur Verfassunggebenden Versammlung Libyens | Nationalkongress 2012                                                     | [ 20 ] [ 21 ] [ 22 ] |
| Thailand                | 23. Feb.           | Nachwahl der Parlamentswahl in Thailand | 2011                                                                      | [ 23 ] |
| El Salvador             | 9. März            | Stichwahl der Präsidentschaftswahl in El Salvador | 2009                                                                      | [ 24 ] [ 25 ] [ 26 ] [ 27 ] |
| Kolumbien               | 9. März            | Parlamentswahl in Kolumbien | 2010                                                                      | [ 28 ] [ 29 ] |
| Nordkorea               | 9. März            | Parlamentswahl in Nordkorea | 2009                                                                      | |
| Österreich              | 9. März            | Gemeindevertretungs- und Bürgermeisterwahlen in Salzburg | 2009                                                                      | |
| Slowakei                | 15. März           | Präsidentschaftswahl in der Slowakei | 2009                                                                      | [ 30 ] [ 31 ] |
| Deutschland             | 16. März           | Kommunalwahl in Bayern, (incl. Kommunalwahl in München) | 2008                                                                      | Nur in Bayern beträgt die Legislaturperiode für Kreistage, Stadt- und Gemeinderäte sowie (Ober-)Bürgermeister und Landräte 6 Jahre.   |
| Serbien                 | 16. März           | Parlamentswahl in Serbien | 2012                                                                      | [ 33 ] [ 34 ] [ 35 ] [ 36 ] [ 37 ] |
| Ukraine                 | 16. März           | Referendum über den Anschluss an die Russische Föderation auf der Krim |                                                                           | Referendum wird von der ukrainischen Regierung, der EU und den USA nicht anerkannt, bzw. für illegal gehalten                         |
| Niederlande             | 19. März           | Kommunalwahl in den Niederlanden | 2010                                                                      | |
| Malediven               | 22. März           | Parlamentswahl auf den Malediven | 2009                                                                      | [ 41 ] [ 42 ] |
| Deutschland             | 23. März           | Oberbürgermeisterwahl in Kiel |                                                                           | [ 43 ] |
| Frankreich              | 23. März           | Kommunalwahl in Frankreich | 2008                                                                      | [ 44 ] |
| Schweiz                 | 23. März           | Wahl des Land- und Regierungsrats im Kanton Nidwalden |                                                                           | [ 45 ] [ 46 ] |
| Slowakei                | 29. März           | Stichwahl der Präsidentschaftswahl in der Slowakei | 2009                                                                      | [ 47 ] [ 48 ] |
| Deutschland             | 30. März           | Stichwahl der Kommunalwahl in Bayern in Erlangen, München, Regensburg und Würzburg | 2008                                                                      | Nur in Bayern beträgt die Legislaturperiode für Kreistage, Stadt- und Gemeinderäte sowie (Ober-)Bürgermeister und Landräte 6 Jahre.   |
| Frankreich              | 30. März           | Stichwahl zur Kommunalwahl in Frankreich | 2008                                                                      | |
| Schweiz                 | 30. März           | Parlamentswahl im Kanton Bern |                                                                           | [ 49 ] [ 50 ] [ 51 ] [ 52 ] |
| Türkei                  | 30. März           | Kommunalwahl in der Türkei | 2009                                                                      | |
| Afghanistan             | 5. April           | Präsidentschaftswahl in Afghanistan | 2009                                                                      | [ 53 ] [ 54 ] [ 55 ] |
| Costa Rica              | 6. April           | Stichwahl der Präsidentschaftswahl in Costa Rica | 2010                                                                      | [ 56 ] [ 57 ] [ 58 ] [ 59 ] |
| Ungarn                  | 6. April           | Parlamentswahl in Ungarn | 2010                                                                      | |
| Kanada                  | 7. April           | Parlamentswahl in Québec | 2012                                                                      | |
| Indien                  | 7. April – 12. Mai | Parlamentswahl in Indien | 2009                                                                      | Die Wahlen finden verteilt auf verschiedene Tage statt.                                                                               |
| Indonesien              | 9. April           | Parlamentswahl in Indonesien |                                                                           | [ 61 ] [ 62 ] [ 63 ] |
| Nordmazedonien          | 13. April          | Präsidentschaftswahl in Mazedonien | 2009                                                                      | [ 64 ] |
| Guinea-Bissau           | 13. April          | Wahlen zur nationalen Volksversammlung in Guinea-Bissau 2014 |                                                                           | [ 65 ] [ 66 ] [ 67 ] [ 68 ] [ 69 ] [ 70 ]                                                                                             |
| Algerien                | 17. April          | Präsidentschaftswahl in Algerien | 2009                                                                      | [ 71 ] [ 72 ] [ 73 ] [ 74 ] |
| Belarus                 | 23. April          | Kommunalwahl in Weißrussland |                                                                           | [ 75 ] |
| Nordmazedonien          | 27. April          | Parlamentswahl und Stichwahl der Präsidentschaftswahl in Mazedonien | 2011 und 2009                                                             | [ 76 ] |
| Irak                    | 30. April          | Parlamentswahl im Irak | 2010                                                                      | [ 77 ] [ 78 ] [ 79 ] [ 80 ] |
| Malta                   | April              | Präsidentschaftswahl in Malta |                                                                           | [ 81 ] [ 82 ] [ 83 ] |
| Neukaledonien           | 4. Mai             | Parlamentswahl in Neukaledonien |                                                                           | [ 84 ] |
| Panama                  | 4. Mai             | Präsidentschaftswahl in Panama und Parlamentswahl in Panama | 2009                                                                      | [ 85 ] [ 86 ] [ 87 ] |
| Südafrika               | 7. Mai             | Parlamentswahl in Südafrika | 2009                                                                      | [ 88 ] [ 89 ] [ 90 ] [ 91 ] [ 92 ] |
| Litauen                 | 11. Mai            | Präsidentschaftswahl in Litauen | 2009                                                                      | [ 93 ] |
| Ukraine                 | 11. Mai            | Referendum Ostukraine (Krieg in der Ukraine seit 2014) |                                                                           | [ 94 ] [ 95 ] [ 96 ] [ 97 ] |
| Dominikanische Republik | 16. Mai            | Parlamentswahl in der Dominikanischen Republik |                                                                           | [ 98 ] [ 99 ] |
| Griechenland            | 18. Mai            | Kommunal- und Regional-Wahl in Griechenland |                                                                           | [ 100 ] [ 101 ] [ 102 ] |
| Guinea-Bissau           | 18. Mai            | Präsidentschaftswahl in Guinea-Bissau |                                                                           | [ 103 ] [ 104 ] |
| Malawi                  | 20. Mai            | Präsidentschaftswahl in Malawi | 2009                                                                      | |
| Europäische Union       | 22.–25. Mai        | Europawahl: die 28 einzelnen Länder im Überblick | 2009                                                                      | |
| Vereinigtes Königreich  | 22. Mai            | Kommunalwahl im Vereinigten Königreich | 2013 bzw. 2010                                                            | Teilkommunalwahlen in England, erstmalige Wahlen in den neugestalteten Distrikten Nordirlands                                         |
| Belgien                 | 25. Mai            | Parlamentswahl in Belgien | 2010                                                                      | [ 106 ] |
| Deutschland             | 25. Mai            | Kommunalwahlen in Baden-Württemberg, Brandenburg, Mecklenburg-Vorpommern, Nordrhein-Westfalen, Rheinland-Pfalz, Saarland, Sachsen, Sachsen-Anhalt und Thüringen sowie Direktwahlen von 215 Bürgermeistern und Landräten in Niedersachsen | BW 2009, BB 2008, MV 2009, NRW 2009, RP 2009, SL, SN 2009, ST und TH 2009 | [ 32 ] [ 107 ] |
| Deutschland             | 25. Mai            | Bezirksversammlungswahl in Hamburg | HH 1949/66 bis 2011                                                       | [ 32 ] |
| Deutschland             | 25. Mai            | Volksentscheid zum Tempelhofer Feld in Berlin |                                                                           | [ 108 ] [ 109 ] [ 110 ] |
| Deutschland             | 25. Mai            | Wahl zu den Integrationräten in Nordrhein-Westfalen |                                                                           | [ 111 ] |
| Griechenland            | 25. Mai            | Stichwahl der Kommunal- und Regional-Wahl in Griechenland |                                                                           | [ 112 ] [ 113 ] |
| Italien                 | 25. Mai            | Kommunalwahlen in Italien | 2013                                                                      | |
| Italien                 | 25. Mai            | Regionalwahl im Piemont | 2010                                                                      | |
| Italien                 | 25. Mai            | Regionalwahl in den Abruzzen | 2008                                                                      | |
| Kolumbien               | 25. Mai            | Präsidentschaftswahl in Kolumbien 1. Runde | 2010                                                                      | [ 114 ] [ 115 ] |
| Litauen                 | 25. Mai            | Stichwahl der Präsidentschaftswahl in Litauen | 2009                                                                      | [ 116 ] |
| Spanien                 | 25. Mai            | Kommunalwahl in Spanien |                                                                           | [ 117 ] |
| Ukraine                 | 25. Mai            | Präsidentschaftswahl in der Ukraine | 2010                                                                      | [ 118 ] |
| Ägypten                 | 26–28. Mai         | Präsidentschaftswahl in Ägypten |                                                                           | [ 119 ] [ 120 ] |
| Syrien                  | 3. Juni            | Präsidentschaftswahl in Syrien | 2007                                                                      | [ 121 ] |
| Kosovo                  | 8. Juni            | Parlamentswahl im Kosovo | 2010/2011                                                                 | vorgezogene Neuwahl |
| Südossetien             | 8. Juni            | Parlamentswahl in Südossetien |                                                                           | [ 122 ] |
| Israel                  | 10. Juni           | Präsidentschaftswahl in Israel |                                                                           | [ 123 ] |
| Antigua und Barbuda     | 12. Juni           | Parlamentswahl in Antigua und Barbuda |                                                                           | [ 124 ] |
| Afghanistan             | 14. Juni           | Stichwahl der Präsidentschaftswahl in Afghanistan | 2009                                                                      | [ 125 ] [ 126 ] [ 127 ] [ 128 ] [ 129 ]                                                                                               |
| Deutschland             | 15. Juni           | Stichwahl für die Wahl der (Ober-)Bürgermeister und Landräte in Nordrhein-Westfalen |                                                                           | [ 130 ] |
| Georgien                | 15. Juni           | Kommunalwahlen in Georgien |                                                                           | [ 131 ] [ 132 ] |
| Kolumbien               | 15. Juni           | Präsidentschaftswahl in Kolumbien 2. Runde | 2010                                                                      | [ 133 ] [ 134 ] [ 135 ] [ 136 ] |
| Libyen                  | 25. Juni           | Parlamentswahl in Libyen | Verfassunggebende Versammlung 2014                                        | [ 137 ] [ 138 ] [ 139 ] [ 140 ] |
| Indonesien              | 9. Juli            | Präsidentschaftswahl in Indonesien | 2009                                                                      | [ 141 ] |
| Slowenien               | 13. Juli           | Parlamentswahl in Slowenien |                                                                           | [ 142 ] |
| Türkei                  | 10. Aug.           | Präsidentschaftswahl in der Türkei |                                                                           | [ 143 ] [ 144 ] [ 145 ] [ 146 ] |
| Georgien                | 24. Aug.           | Präsidentschaftswahl in Abchasien |                                                                           | [ 147 ] [ 148 ] |
| Sint Maarten            | 29. Aug.           | Parlamentswahl in Sint Maarten |                                                                           | [ 149 ] |
| Deutschland             | 31. Aug.           | Landtagswahl in Sachsen | 2009                                                                      | [ 32 ] |
| Montserrat              | 12. Sep.           | Verwaltungsratswahl in Montserrat |                                                                           | [ 150 ] |
| Deutschland             | 14. Sep.           | Landtagswahl in Brandenburg | 2009                                                                      | [ 151 ] |
| Deutschland             | 14. Sep.           | Landtagswahl in Thüringen | 2009                                                                      | [ 32 ] |
| Russland                | 14. Sep.           | Kommunalwahl in Russland |                                                                           | [ 152 ] [ 153 ] [ 154 ] |
| Russland                | 14. Sep.           | Wahl des Staatsrats der Republik Krim |                                                                           | |
| Schweden                | 14. Sep.           | Wahl zum Schwedischen Reichstag sowie Wahl der Provinzialversammlungen und der Stadt- und Gemeinderäte | 2010                                                                      | [ 155 ] |
| Fidschi                 | 17. Sep.           | Parlamentswahl in Fidschi |                                                                           | [ 156 ] |
| Vereinigtes Königreich  | 18. Sep.           | Referendum über die Unabhängigkeit Schottlands |                                                                           | |
| Neuseeland              | 20. Sep.           | Parlamentswahl in Neuseeland | 2011                                                                      | [ 157 ] [ 158 ] |
| Österreich              | 21. Sep.           | Landtagswahl in Vorarlberg | 2009                                                                      | [ 159 ] |
| Frankreich              | 28. Sep.           | Senatswahl in Frankreich |                                                                           | [ 160 ] |
| Kasachstan              | 1. Okt.            | Senatswahl in Kasachstan |                                                                           | [ 161 ] |
| Lettland                | 4. Okt.            | Parlamentswahl in Lettland (Saeima) |                                                                           | [ 162 ] |
| Brasilien               | 5. Okt.            | Parlamentswahl in Brasilien |                                                                           | [ 163 ] [ 164 ] |
| Brasilien               | 5. Okt.            | Präsidentschaftswahl in Brasilien |                                                                           | [ 165 ] [ 166 ] [ 167 ] [ 168 ] [ 169 ]                                                                                               |
| Bulgarien               | 5. Okt.            | vorgezogene Parlamentswahl in Bulgarien | Mai 2013                                                                  | |
| Bolivien                | 12. Okt.           | Parlamentswahl in Bolivien |                                                                           | [ 170 ] [ 171 ] [ 172 ] |
| Bolivien                | 12. Okt.           | Präsidentschaftswahl in Bolivien |                                                                           | [ 173 ] |
| Bosnien und Herzegowina | 12. Okt.           | Präsidentschafts- und Parlamentswahl in Bosnien und Herzegowina |                                                                           | [ 174 ] [ 175 ] [ 176 ] [ 177 ] [ 178 ]                                                                                               |
| Ungarn                  | 12. Okt.           | Kommunalwahl in Ungarn |                                                                           | [ 179 ] [ 180 ] [ 181 ] [ 182 ] [ 183 ] [ 184 ]                                                                                       |
| Mosambik                | 15. Okt.           | Präsidentschaftswahl, Parlamentswahl und Provinzwahlen in Mosambik |                                                                           | |
| Botswana                | 24. Okt.           | Parlamentswahl in Botswana |                                                                           | [ 185 ] |
| Brasilien               | 26. Okt.           | Stichwahl der Präsidentschaftswahl in Brasilien |                                                                           | [ 186 ] [ 187 ] [ 188 ] [ 189 ] [ 190 ] [ 191 ]                                                                                       |
| Haiti                   | 26. Okt.           | Parlamentswahl | 2010                                                                      | Wahl am Wahltag abgesagt. |
| Tunesien                | 26. Okt.           | Parlamentswahl in Tunesien | 2011                                                                      | [ 193 ] [ 194 ] |
| Ukraine                 | 26. Okt.           | Parlamentswahl in der Ukraine |                                                                           | [ 195 ] [ 196 ] [ 197 ] |
| Uruguay                 | 26. Okt.           | Parlaments- und Präsidentschaftswahl in Uruguay |                                                                           | [ 198 ] [ 199 ] |
| Rumänien                | 2. Nov.            | Präsidentschaftswahl in Rumänien | 2009                                                                      | 1. Wahlgang |
| Ukraine                 | 3. Nov.            | Wahlen in der Ostukraine 2014 |                                                                           | [ 200 ] [ 201 ] [ 202 ] |
| Amerikanisch-Samoa      | 4. Nov.            | Repräsentantenhauswahl in Amerikanisch-Samoa |                                                                           | [ 203 ] |
| Guam                    | 4. Nov.            | Wahl in Guam |                                                                           | [ 204 ] [ 205 ] |
| Vereinigte Staaten      | 4. Nov.            | Wahlen in den Vereinigten Staaten 2014 |                                                                           | [ 206 ] [ 207 ] [ 208 ] [ 209 ] [ 210 ]                                                                                               |
| Spanien                 | 9. Nov.            | Volksbefragung über die politische Zukunft Kataloniens |                                                                           | |
| Polen                   | 16. Nov.           | Selbstverwaltungswahlen in Polen | 2010                                                                      | [ 211 ] |
| Rumänien                | 16. Nov.           | Stichwahl der Präsidentschaftswahl in Rumänien | 2009                                                                      | (2. Wahlgang) |
| Salomonen               | 19. Nov.           | Nationalparlamentswahl auf den Salomonen |                                                                           | [ 212 ] [ 213 ] |
| Taiwan                  | 21. Nov.           | Kommunalwahl in Taiwan |                                                                           | [ 214 ] [ 215 ] |
| Bahrain                 | 22. Nov.           | Parlamentswahl in Bahrain |                                                                           | [ 216 ] [ 217 ] [ 218 ] [ 219 ] |
| Italien                 | 23. Nov.           | Regionalwahl in der Emilia-Romagna | 2010                                                                      | |
| Italien                 | 23. Nov.           | Regionalwahl in Kalabrien | 2010                                                                      | |
| Tunesien                | 23. Nov.           | Präsidentschaftswahl in Tunesien | 2009                                                                      | |
| Spanien                 | 23. Nov.           | Volksabstimmung über Erdölsuche auf den Kanarischen Inseln |                                                                           | [ 220 ] [ 221 ] |
| Tonga                   | 27. Nov.           | Wahl der gesetzgebenden Versammlung in Tonga |                                                                           | [ 222 ] [ 223 ] |
| Grönland                | 28. Nov.           | Parlamentswahl in Grönland | 2013                                                                      | vorgezogene Neuwahl |
| Namibia                 | 28. Nov.           | Präsidentschaftswahl in Namibia, Parlamentswahl in Namibia | 2009 und 2009                                                             | [ 225 ] |
| Moldau                  | 30. Nov.           | Parlamentswahl in der Republik Moldau | 2010                                                                      | [ 226 ] |
| Uruguay                 | 30. Nov.           | Stichwahl der Präsidentschaftswahl in Uruguay |                                                                           | [ 227 ] |
| Dominica                | 8. Dez.            | House of Assembly Wahl in Dominica 2014 |                                                                           | [ 228 ] |
| Mauritius               | 10. Dez.           | Nationalversammlungswahl in Mauritius |                                                                           | [ 229 ] |
| Japan                   | 14. Dez.           | Japanische Unterhauswahl 2014 | 2012                                                                      | |
| Japan                   | 14. Dez.           | Präfekturparlamentswahl in Ibaraki | 2010                                                                      | |
| Griechenland            | 17. Dez.           | Präsidentschaftswahl in Griechenland |                                                                           | [ 230 ] |
| Liberia                 | 20. Dez.           | Senatswahl in Liberia |                                                                           | [ 231 ] [ 232 ] [ 233 ] [ 234 ] |
| Tunesien                | 21. Dez.           | Stichwahl der Präsidentschaftswahl in Tunesien | 2009                                                                      | [ 235 ] [ 236 ] [ 237 ] [ 238 ] [ 239 ]                                                                                               |
| Usbekistan              | 21. Dez.           | Parlamentswahl in Usbekistan |                                                                           | [ 240 ] [ 241 ] [ 242 ] |
| Griechenland            | 23. Dez.           | zweiter Wahlgang der Präsidentschaftswahl in Griechenland |                                                                           | [ 243 ] |
| Aserbaidschan           | 23. Dez.           | Kommunalwahl in Aserbaidschan |                                                                           | [ 244 ] |
| Kroatien                | 28. Dez.           | Präsidentschaftswahl in Kroatien | 2009/10                                                                   | [ 245 ] [ 246 ] [ 247 ] [ 248 ] [ 249 ] [ 250 ] [ 251 ]                                                                               |
| Griechenland            | 29. Dez.           | dritter Wahlgang der Präsidentschaftswahl in Griechenland |                                                                           | [ 252 ] |
| Japan                   | 2014               | Gouverneurswahlen in Japan | 2010                                                                      | voraussichtlich 13: Nagasaki, Tokio, Yamaguchi, Ishikawa, Kyōto, Shiga, Nagano, Kagawa, Fukushima, Ehime, Okinawa, Wakayama, Miyazaki |

### Wahlen zu mehreren Terminen
| Staat       | Staat   | Wahl/Abstimmung                     | Kategorie                    |
| ----------- | ------- | ----------------------------------- | ---------------------------- |
| Deutschland | Sachsen | Bürgermeisterwahlen in Sachsen 2014 | Bürgermeisterwahl in Sachsen |